# Nereis dakarensis
Nereis dakarensis är en ringmaskart som beskrevs av Fauvel 1951. Nereis dakarensis ingår i släktet Nereis och familjen Nereididae. Inga underarter finns listade i Catalogue of Life.